# Stenochironomus albicoxa
Stenochironomus albicoxa är en tvåvingeart som beskrevs av Freeman 1957. Stenochironomus albicoxa ingår i släktet Stenochironomus och familjen fjädermyggor. Inga underarter finns listade i Catalogue of Life.